# Мел Пърсел
Мел Пърсел (на английски: Mel Purcell) е американски тенисист. 

## Биография
Мел Пърсел е роден на 18 юли 1959 г. в Джоплин, Мисури.

## Кариера
Мел Пърсел има най-високо класиране на сингъл, като световен номер 21, постигнато през ноември 1980 г. Най-добрият момент за Пърсел е, когато достига четвъртфинал на Уимбълдън през 1983 г., побеждавайки Тим Уилкисън, Стюарт Бейл, Андреас Маурер и Брайън Готфрид. 
Друг връх в кариерата му е победата над Иван Лендъл на американския професионален тенис шампионат в Бостън през 1982 г.
Наранявания на лакътя от автомобилна катастрофа и разтегнат коремен мускул забавят кариерата му през 1985 г., но година по-късно той побеждава Борис Бекер на Откритото първенство на Германия.
Той е старши треньор на мъжкия отбор по тенис на Държавния университет Мъри от 1996 до 2016 г.
През 2015 г. Пърсел е въведен в Атлетическата зала на славата на Кентъки.

## Кариерна статистика

### Финали (3 титли; 8 финала)
|        | П–З | Година | Турнир                | Клас | Настилка   | Опонент         | Резултат      |
| ------ | --- | ------ | --------------------- | ---- | ---------- | --------------- | ------------- |
| Загуба | 0–1 | 1980   | Ю Ес Клей Чемпиъншипс |      | Клей       | Хосе Луис Клерк | 5–7, 3–6      |
| Победа | 1–1 | 1981   | Тампа Оупън           |      | Твърда     | Джеф Боровяк    | 4–6, 6–4, 6–3 |
| Победа | 2–1 | 1981   | Атланта               |      | Твърда     | Жил Моретон     | 6–4, 6–2      |
| Победа | 3–1 | 1981   | Тел Авив Оупън        |      | Твърда     | По Йертквист    | 6–1, 6–1      |
| Загуба | 3–2 | 1982   | Лос Анджелис Оупън    |      | Твърда     | Джими Конърс    | 2–6, 1–6      |
| Загуба | 3–3 | 1982   | Ю Ес Про              |      | Клей       | Гилермо Вилас   | 4–6, 0–6      |
| Загуба | 3–4 | 1983   | Монте Карло Мастърс   |      | Клей       | Матс Виландер   | 1–6, 2–6, 3–6 |
| Загуба | 3–5 | 1983   | Виена Оупън           |      | Твърда (з) | Брайън Готфрид  | 2–6, 3–6, 5–7 |